# 1949年前的中國電影公司列表
本表列出1949年前中國的電影製片公司。
- 長城畫片公司 - 活躍於1920年代
- 大地電影公司 - 香港的一家活躍於1939年至1940年的電影公司
- 大同影片公司 - 1940年代主要電影公司之一
- 大中華 - 戰後香港主要電影公司之一，主要製作國語影片
- 電通影片公司 - 1934年至1935年之間活躍的一家左翼電影公司
- 國華
- 華美
- 崑崙影業公司 - 1940年代主要電影公司之一，製作了乌鸦与麻雀
- 聯華
- 滿洲映畫協會
- 民新影片公司
- 明星影片公司
- 東北電影製片廠
- 上海美術電影製片廠
- 天一影片公司
- 文華影片公司
- 新時代
- 新華影業公司